# Покровка (Амурская область)
Покро́вка — село в Октябрьском районе Амурской области, Россия. Входит в Николо-Александровский сельсовет.

## География
Село Покровка расположено к юго-западу от районного центра Октябрьского района села Екатеринославка, на автодороге областного значения Екатеринославка — Тамбовка.
Расстояние до Екатеринославки (через Южный и Панино) — 44 км.
На запад от села Покровка идёт дорога к селу Николо-Александровка, административному центру Николо-Александровского сельсовета; на юг — к сёлам Борисоглебка и Ильиновка.

## Население
| 2002 | 2010 | 2012 | 2013 | 2014 | 2015 | 2016 |
| ---- | ---- | ---- | ---- | ---- | ---- | ---- |
| 185  | ↘145 | ↘136 | ↗139 | ↘137 | ↗142 | →142 |
| 2017 | 2018 |      |      |      |      |      |
| ↘135 | →135 |      |      |      |      |      |

По данным переписи 1926 года по Дальневосточному краю, в населённом пункте числилось 142 хозяйства и 822 жителя (406 мужчин и 416 женщин), из которых преобладающая национальность — украинцы (129 хозяйств).